# Tippett Studio
Tippett Studio ist eine US-amerikanische Firma, die sich auf visuelle Effekte, speziell computergenerierte Animationen, für Film und Werbung spezialisiert hat. Gegründet wurde sie 1984 vom Animations-Pionier Phil Tippett in Berkeley (Kalifornien).

## Nominierungen und Auszeichnungen
Mitarbeiter dieses Unternehmens wurden insgesamt sechs Mal für den Oscar nominiert und erhielten ihn in der Kategorie Best Visual Effects 1983 für Die Rückkehr der Jedi-Ritter sowie 1993 für Jurassic Park. Der Emmy-Award wurde an das Studio zweimal verliehen, 1985 für Dinosaur! und 1984 für Ewoks: The Battle for Endor, auch hier in der Kategorie Best Visual Effects.

## Filmographie (Auswahl)
- 1986: Howard the Duck
- 1987: RoboCop (ED-209 sequences)
- 1988: Willow
- 1989: Ghostbusters II
- 1989: Honey, I Shrunk the Kids
- 1990: RoboCop 2
- 1993: Jurassic Park
- 1993: RoboCop 3
- 1993: Coneheads
- 1996: Dragonheart
- 1997: Starship Troopers (creature visual effects)
- 1998: Armageddon (rock storm sequence)
- 1999: The Haunting
- 2000: Mission to Mars
- 2000: Hollow Man
- 2002: Blade II
- 2002: Men in Black II
- 2003: The League of Extraordinary Gentlemen (Dante Beast sequence)
- 2003: The Matrix Revolutions
- 2004: Hellboy
- 2005: Constantine